# Ben Maher
Benjamin Richard Maher MBE (Enfield, 30 de janeiro de 1983) é um ginete de elite britânico, especialista em saltos. 

## Carreira
Maher participou de Pequim 2008 e Londres 2012, nesse último evento conquistou a medalha de ouro nos saltos por equipes.
Obteve novamente o título olímpico em Tóquio 2020, dessa vez nos saltos individual, conduzindo Explosion W.